# Centro de astrofísica Harvard-Smithsonian
El centro de astrofísica Harvard-Smithsonian (en inglés Harvard-Smithsonian Center for Astrophysics  cuya sigla es CfA) es un instituto de investigación astronómico y educacional. El centro se fundó en 1973 entre el Instituto Smithsoniano, y la universidad de Harvard. Está situado en Garden Street, Cambridge, Massachusetts, Estados Unidos. Está constituido por el Observatorio del Harvard College y el Observatorio Astrofísico Smithsoniano. El actual director del CfA es Charles R. Alcock, nombrado en el 2004. Irwin I. Shapiro fue el director entre 1982 y 2004. Actualmente (2025) su directora es Lisa Kewley.
El asteroide 10234 Sixtygarden posee dicho nombre por la dirección del CfA, situado en el 60 Garden Street.